# Erik Reib
Erik Reib er en tidligere dansk kapgænger medlem af Helsingør IF, som fra midten af 1950'erne og frem til midten af 1960'erne, var en af landets bedste på de længere distancer. Han vandt to DM-guld; på 20 km i 1956 og på 30 km i 1958. 